# Thomas Theodor Jaeger

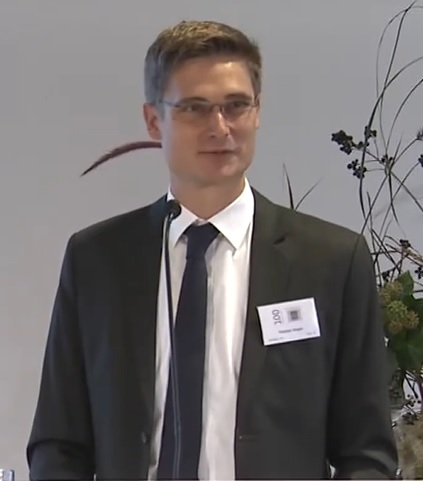
Thomas Theodor Jaeger bei einer Veranstaltung zum 100-jährigen Bestehen des Österreichischen Verfassungsgerichtshofs im Jahr 2020

Thomas Theodor Jaeger (* 1977 in Klagenfurt) ist ein österreichischer Rechtswissenschaftler. Er ist Universitätsprofessor für Europarecht an der Rechtswissenschaftlichen Fakultät der Universität Wien sowie externer Professor am College of Europe. Er ist außerdem Präsident der Österreichischen Gesellschaft für Europarecht (ÖGER), der österreichischen Teilorganisation der Fédération Internationale Pour le Droit Européen (FIDE), ordentliches Mitglied der Europäischen Akademie der Wissenschaften und Künste, sowie Mitglied des Beirats für Europarecht im Bundesministerium für Europa, Integration und Äußeres (BMeiA). Seine Forschungsschwerpunkte liegen im Europäischen Wirtschaftsrecht, insbesondere EU-Binnenmarkt und Wettbewerb, sowie in den Bereichen Immaterialgüterrecht, Außenhandel und europäische Rechtsdurchsetzung und Gerichtsbarkeit. Sein Interesse an der Rechtswissenschaft entspringt ihrer Fähigkeit zur Gestaltung der Gesellschaft.

## Biografie
Jaeger wurde 1977 in der Kärntner Landeshauptstadt Klagenfurt geboren. Er stammt aus einer bürgerlichen Familie. Der Großvater väterlicherseits führte einen Handwerksbetrieb als Tapezierer im slowenischen Ljubljana, den der Vater 1944 durch Gründung der heute Bürsten und Pinsel fertigenden Fabrik Žima (damals unter dem Langnamen „Mestna vrvarna in Žimarna“) industrialisierte. Das Elternhaus war der Malerei und Architektur zugewandt. Sein Bruder ist der bildende Künstler Vinko Nino Jaeger.
Jaeger ist verpartnert und Vater von zwei Kindern. Die Familie lebt in Salzburg.
Mit Ablegung der Matura übersiedelte er von Klagenfurt in die Bundeshauptstadt Wien, wo er ab 1995 an der Universität Wien neben dem Hauptfach Rechtswissenschaften auch Politikwissenschaften, Philosophie und Ethnologie studierte. Nach einem Studienaufenthalt an der Faculté de droit de l’Université René-Descartes – Paris V (heute Teil der Université Paris-Cité) und einem Praktikum beim UNHCHR schloss er das rechtswissenschaftliche Studium 2000 als Magister ab. Nach einer „freudlosen“ Zwischenstation als Rechtsanwaltsanwärter schloss er ein postgraduales Studium des Europarechts an der K.U. Leuven bei Koen Lenaerts an sowie ein Praktikum beim EUIPO (vormals HABM). Ab 2003 war er zunächst Doktorand und Assistent für Europarecht an der Paris Lodron Universität Salzburg bei Thomas Eilmansberger sowie nach Abschluss der Dissertation ab 2007 Habilitand und Wissenschaftlicher Referent am Max-Planck-Institut für Geistiges Eigentum, Wettbewerbs- und Steuerrecht (nunmehr Max-Planck-Institut für Innovation und Wettbewerb) bei Reto M. Hilty. 2012 habilitierte er sich an der Ludwig-Maximilians-Universität München für die Fächer Europäisches Privatrecht, Europarecht, Wirtschaftsrecht, Immaterialgüterrecht, Zivilverfahrensrecht und Rechtsvergleichung, 2014 wurde ihm dort zusätzlich die Venia legendi im Fach deutsches Bürgerliches Recht verliehen.

### Werdegang
Jaeger erhielt 2015 den Ruf auf den Lehrstuhl für Europarecht an der Universität Wien, wo er seit 2016 Professor sowie Stellvertretender Institutsvorstand ist. Er war und ist daneben als Lehrender an zahlreichen europäischen Universitäten und Forschungseinrichtungen tätig. Enge Verbindungen bestehen zum College of Europe in Brügge, an dem er externer Professor ist, und zu seinen Lehr- und Ausbildungsstätten Paris Lodron Universität Salzburg und Max-Planck-Institut für Innovation und Wettbewerb. 2017 lehnte er den Ruf auf einen Lehrstuhl für Europarecht an der Universität Salzburg ab. An der Ludwig-Maximilians-Universität München und der Gottfried Wilhelm Leibniz Universität Hannover vertrat er zwischen 2013 und 2015 Zivilrechtslehrstühle. Lehraufträge verbinden ihn außerdem mit der Johann Wolfgang Goethe-Universität Frankfurt, der Privaten Universität im Fürstentum Liechtenstein und der Leopold-Franzens-Universität Innsbruck. 2023 war er Fellow an der Universität Kyoto, Japan, 2025 Fellow an der Fudan-Universität Shanghai, China.

### Wirken
Sein Schriftwerk umfasst über 300 Einzelwerke in deutscher und englischer Sprache, darunter mehrere Monographien und Lehrbücher zum Europarecht. Er ist Begründer und Mitherausgeber der 2007 ins Leben gerufenen Jahrbuchsreihe zum Beihilferecht beim Verlag NWV (nunmehr Verlag Österreich), Mitherausgeber des österreichischen Großkommentars zu EUV und AEUV, Mitherausgeber des European State Aid Quarterly (EStAL) und der Wirtschaftsrechtlichen Blätter (wbl) und Rezensent des internationalen Teils der Fachzeitschrift für gewerblichen Rechtsschutz und Urheberrecht (GRUR Int.).
Jaeger ist Träger zahlreicher Preise und Ehrungen, darunter der Wolfgang-Gassner-Förderungspreis der International Fiscal Association (IFA) für internationales Steuerrecht, der Walther-Kastner-Preis des Verbands österreichischer Banken und Bankiers, der Walter-Haslinger-Preis der Walter-Haslinger-Stiftung für Wirtschaftsrecht sowie der Preis des Verbands österreichischen Banken und Bankiers für Wirtschafts- und Bankrecht. 2007 wurde er zum Honorary Fellow of the Association of Fellows and Legal Scholars of Center for International Legal Studies (CILS) ernannt, 2024 zum Mitglied der Klasse V der Europäischen Akademie der Wissenschaften und Künste. 2023 und 2024 war Jaeger Mitglied der Fachjury des österreichischen Europa-Staatspreises. Für die Funktionsperiode 2025–2030 ist er gewähltes Mitglied des Schiedsgerichts der Europäischen Akademie der Wissenschaften und Künste und dessen Stellvertretender Vorsitzender.

## ÖGER
Jaeger engagiert sich in der Österreichischen Gesellschaft für Europarecht (ÖGER). Seit 2018 ist er deren Präsident und damit auch österreichischer Vertreter in der F.I.D.E. (La Fédération Internationale Pour le Droit Européen). Die ÖGER vergibt seit 1999 den mit 2000,- Euro dotierten Jean Monnet Wissenschaftspreis für Europarecht für herausragende rechtswissenschaftliche Dissertationen im Bereich Europarecht, die in einer eigenen Reihe beim Verlag Österreich (vormals Neuer Wissenschaftlicher Verlag) publiziert werden. Außerdem ist die ÖGER Trägerin der Schriftenreihe ÖGER Research Paper Series, in deren Rahmen exzellente Schriften zum Europarecht veröffentlicht werden und die im Besonderen der Förderung und Sichtbarmachung des wissenschaftlichen Nachwuchses dient.

## Monografien (Auswahl)
- Beihilfen durch Steuern und parafiskalische Abgaben, NWV 2006, ISBN 978-3-7083-0395-6
- System einer Europäischen Gerichtsbarkeit für Immaterialgüterrechte: Grundlagen – Struktur – Verfahren, Springer 2013, ISBN 978-3-642-39672-4
- Introduction to European Union Law, Facultas, 2nd ed. 2024, ISBN 978-3-7089-2474-8
- Einführung in das Europarecht: Grundlagen – Institutionen – Durchsetzung – Binnenmarkt, Facultas, 4. Auflage 2023, ISBN 978-3-7089-2349-9
- Materielles Europarecht, LexisNexis, 3. Auflage 2024, ISBN 978-3-7007-8511-8